# Paesi Bassi ai IX Giochi olimpici invernali
I Paesi Bassi parteciparono ai IX Giochi olimpici invernali, svoltisi a Innsbruck, Austria, dal 29 gennaio al 9 febbraio 1964, con una delegazione di 6 atleti impegnati in due discipline.

## Medagliere

### Per discipline
| Sport                   | Oro | Argento | Bronzo | Totale |
| ----------------------- | --- | ------- | ------ | ------ |
| Pattinaggio di figura   | 1   | 0       | 0      | 1      |
| Pattinaggio di velocità | 0   | 1       | 0      | 1      |
| Totale                  | 1   | 1       | 0      | 2      |

### Medaglie
| Medaglia | Atleta           | Sport                   | Evento                          |
| -------- | ---------------- | ----------------------- | ------------------------------- |
| Oro      | Sjoukje Dijkstra | Pattinaggio di figura   | Pattinaggio di figura femminile |
| Argento  | Kees Verkerk     | Pattinaggio di velocità | 1500 m maschile                 |